# 本田大悟
本田 大悟（ほんだ だいご、1980年9月2日 - ）は、日本の俳優、脚本家、コメディアン。
東京都出身。中央大学法学部在学中(2007年3月現在)。

## 略歴
2003年、たまつんごはんとともにプロデュース公演の演劇集団リラックス法律事務所を設立。
後に裏方に転進。現在は、脚本家・演出家・映画監督、イラストレーター、等の仕事をメインに行っている。
2004年に渋谷のシアターDにて決行された「東京都現代コント美術館」以来、表には姿を現していない。

## 出演作品

### CM
- SHARP（MD）

### TV
- 『笑わせろ!』（テレビ朝日）
- 『学校では教えてくれないコト』（フジテレビ）

### 舞台
- 『まんがのかいしゃ』（リラックス法律事務所）
- 『宗教ビジネス』（リラックス法律事務所）
- 『ブラックon the ビーチ』（リラックス法律事務所）

### 映画
- 『諌山節考』（蛭子能収監督）

### お笑いLIVE
- 『渡辺プロLIVE』（渡辺プロダクション主催：現在のワタナベエンターテインメント）
- 『ラ・ママ新人コント大会』（M2カンパニー主催：現在のホリプロコム）
- 『バカ爆走』（プロダクション人力舎主催）
- 『すっとこどっこい』（大川興業主催）
- 『ほりおこし』（ホリプロ主催）
- 『浅草お兄さん会』（浅草キッド主催）
- 『SPオールスター』（ニュースタッフエージェンシー主催）
- 『本田大悟復活記念公演＃0「東京都現代コント美術館」』（製作：Blue High Island）

## モデル
- SEGA（セガサターン通信開始の広告）

### 雑誌
- JUNON（ジュノンボーイコンテスト出演）
- ポポロ（第一回ポポロボーイコンテスト3位）

## 脚本

### 舞台
- 『数年後』（下北沢駅前劇場）

## イラスト
- 『水菓子屋の要吉』（著作：木内高音）装丁